# Sundom (Luleå)
Sundom is een dorp (småort) binnen de Zweedse gemeente Luleå. Het dorp ontstond in de middeleeuwen aan de toenmalige kustweg tussen Luleå en Torneå, nu in Finland gelegen. In 1502 waren er zes akkers in gebruik en in 1539 werd er belasting geheven. De eerste kaart van het dorp verscheen in 1645. Het dorp ligt op de noordoever van het Lakaviken.
Bestuurscentrum: Luleå (Tätort)
Tätort: Alvik · Antnäs · Bälinge · Bensbyn · Bergnäset · Brändön · Ersnäs · Gammelstad · Jämtön · Kallax · Karlsvik · Klöverträsk · Måttsund · Persön · Råneå · Rutvik · Södra Sunderbyn
Småort: Ale · Ängesbyn · Avan · Björknäs en Harrviken · Björsbyn · Böle · Börjelslandet · Brännan · Bränslan · Fällträsk · Gäddvik · Hagaviken · Midbyn · Mörön · Niemisel · Norra Gäddvik · Örarna · Reveln · Smedsbyn · Södra Prästholm · Sundom · Vitå
Overig: Alhamn · Skäret · Niemiholm